# 1837 en France
Chronologie de la France
- 1833
- 1834
- 1835
- 1836
- 1837
- 1838
- 1839
- 1840
- 1841

Cette page concerne l'année 1837 du calendrier grégorien.

## Événements

### Janvier

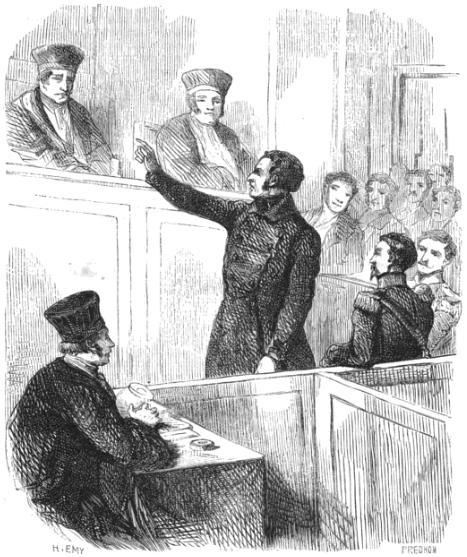
Le commandant Parquin pendant le procès de Strasbourg, 1837

- 6 - 18 janvier : les participants à la tentative de soulèvement de Strasbourg du prince Louis-Napoléon Bonaparte sont jugés et acquittés par le jury des assises du Haut-Rhin sous les acclamations de la foule[1].
- 13 janvier : vote de l'adresse au Roi par la Chambre des députés[2].
- 18 janvier : la Chambre des députés entend un rapport sur une pétition demandant l'amnistie générale pour les condamnés politiques[1] ; elle est écartée.
- 19 janvier : arrestation de Champion qui projetait un attentat contre le roi à l'aide d'une machine infernale ; il se suicide dans sa cellule avec sa cravate[1] (où le 19 février[3]).
- 24 janvier : projet de loi sur la création d’une prison de déportés à l’île Bourbon, sans issue[4].

### Février
- 1er - 10 février : l'épidémie de grippe, apparue de 15 au 20 janvier, est a son summum à Paris. Elle atteint Lyon (summum du 15 au 28 février), Nantes, Bordeaux[5]... à Paris elle fait cinquante morts par jour, puis cent-vingt, et cent cinquante-huit le 12, au paroxysme de l'épidémie[6].
- 12 février : le général Damrémont est nommé Gouverneur général en Algérie. Il a pour instructions (Molé) de se limiter à l’occupation restreinte[7].

### Mars
- 7 mars : crise ministérielle à la suite d'un désaccord entre Guizot et Molé, qui se retire. Guizot chargé de former le nouveau ministère, n'y parvient pas ; Mole, rappelé, constitue un cabinet le 15 avril[8].
- 15 - 16 mars : mouvement de panique chez les petits épargnants ; en deux jours, la Caisse d'épargne de Paris doit rembourser plus d'un million et demi[9].
- 29 mars : vote de la loi sur la liberté de l'enseignement secondaire. Elle n'est pas portée à la Chambre des Pairs[10].
- 30 mars : Louis-Napoléon Bonaparte débarque à Norfolk, en Virginie (États-Unis)[11].
- 31 mars : loi autorisant le Trésor à déposer à la Caisse des dépôts et consignations les fonds reçus des Caisses d’épargne[12].

### Avril
- 1er avril : loi qui détermine l'autorité des arrêts de la Cour de cassation après deux pourvois[13].
- 15 avril : deuxième ministère Molé[8].
- 25 avril : Meunier est condamné à mort par la Chambre des pairs pour parricide. Louis-Philippe commuera la peine en bannissement[3].

### Mai

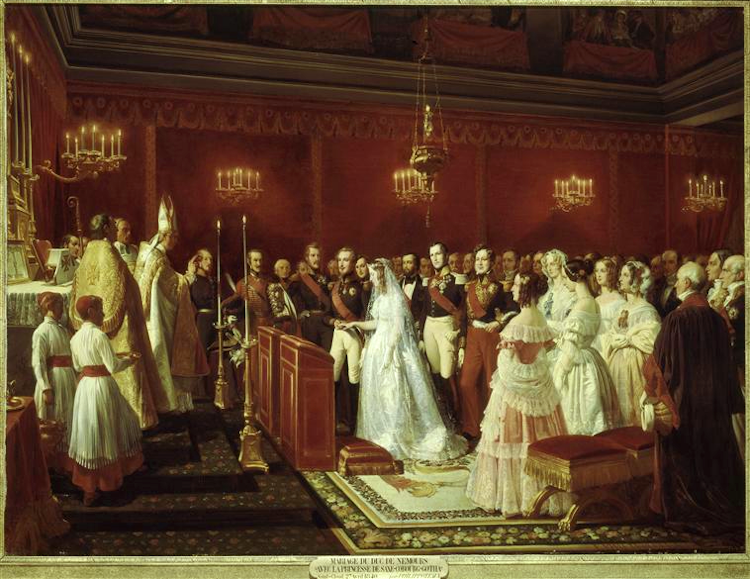
Henri Félix Emmanuel Philippoteaux, mariage du Prince royal avec la princesse Hélène de Mecklembourg-Schwerin.

- 2 mai : loi sur le monopole public des télécommunications, promulguée à la suite de l'affaire du piratage du télégraphe Chappe[14],[15].
- 3 mai : inauguration de la mairie de Montmartre[16].
- 8 mai : amnistie pour les condamnés politiques[3].
- 14 mai : loi sur les routes et les ponts[17].
- 27 mai : le baron Pasquier est nommé chancelier de France[18] (dignité rétablie en vue du mariage du Prince royal).
- 30 mai :
  - Bugeaud conclut avec Abd El-Kader le traité de la Tafna. L’émir obtient les deux tiers du territoire de l’ex-régence (province de Titteri et province d’Oran, à l’exception des villes d’Oran, d’Arzew et de Mostaganem). Il établit sa capitale à Mascara. Les Français se chargent d’exiler ses propres opposants. Damrémont entre en contact avec le bey de Constantine pour obtenir une Convention du même type, mais Ahmed rejette son ultimatum le 19 août[7].
  - mariage du Prince royal avec la princesse Hélène de Mecklembourg-Schwerin, au château de Fontainebleau[3].

### Juin

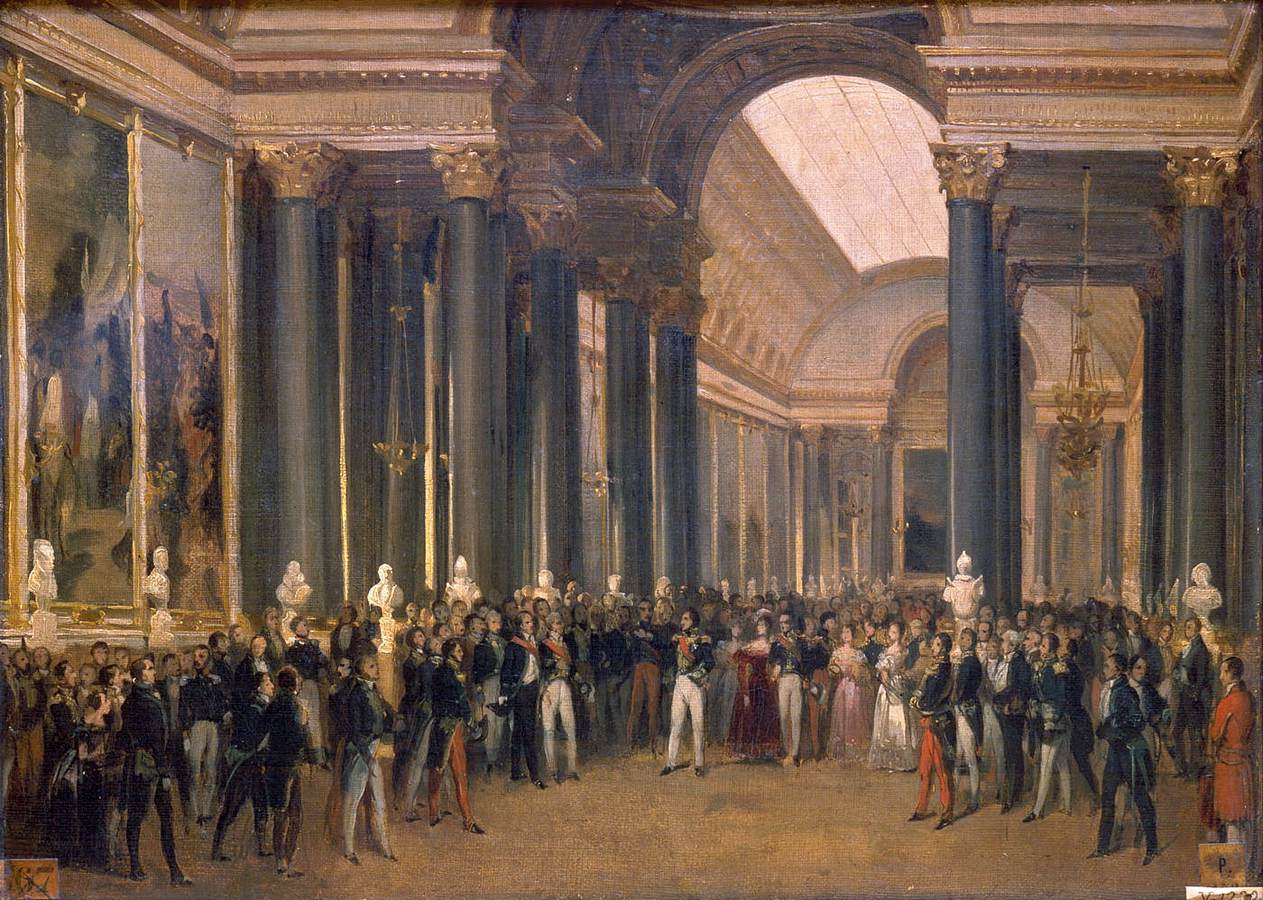
François-Joseph Heim- Louis-Philippe inaugurant la Galerie des Batailles - 1837

- 11 juin : inauguration du musée de Versailles[3].

### Juillet
- 2 juillet : ordonnance royale qui promeut Victor Hugo au grade d'officier de la Légion d'honneur et nomme Alexandre Dumas chevalier de la Légion d'honneur[19].
- 4 juillet : loi sur les poids et mesures, qui consacre le système métrique comme obligatoire à partir du 1er janvier 1840[20].
- 9 juillet : à la nouvelle de la maladie de sa mère, Louis-Napoléon Bonaparte revient en Europe et débarque à Liverpool, puis se rend à Londres où il arrive le lendemain[11].
- 15 juillet : clôture de la session parlementaire de 1837[3].
- 18 juillet : loi sur l'administration communale et les attributions des conseils municipaux[21].

### Août
- 4 août : Louis-Napoléon Bonaparte est de retour auprès de sa mère, la reine Hortense, en Suisse, au château d'Arenenberg ; elle meurt dans ses bras le 5 octobre[11].
- 12 août : première régate d’aviron en France à Dieppe[22].

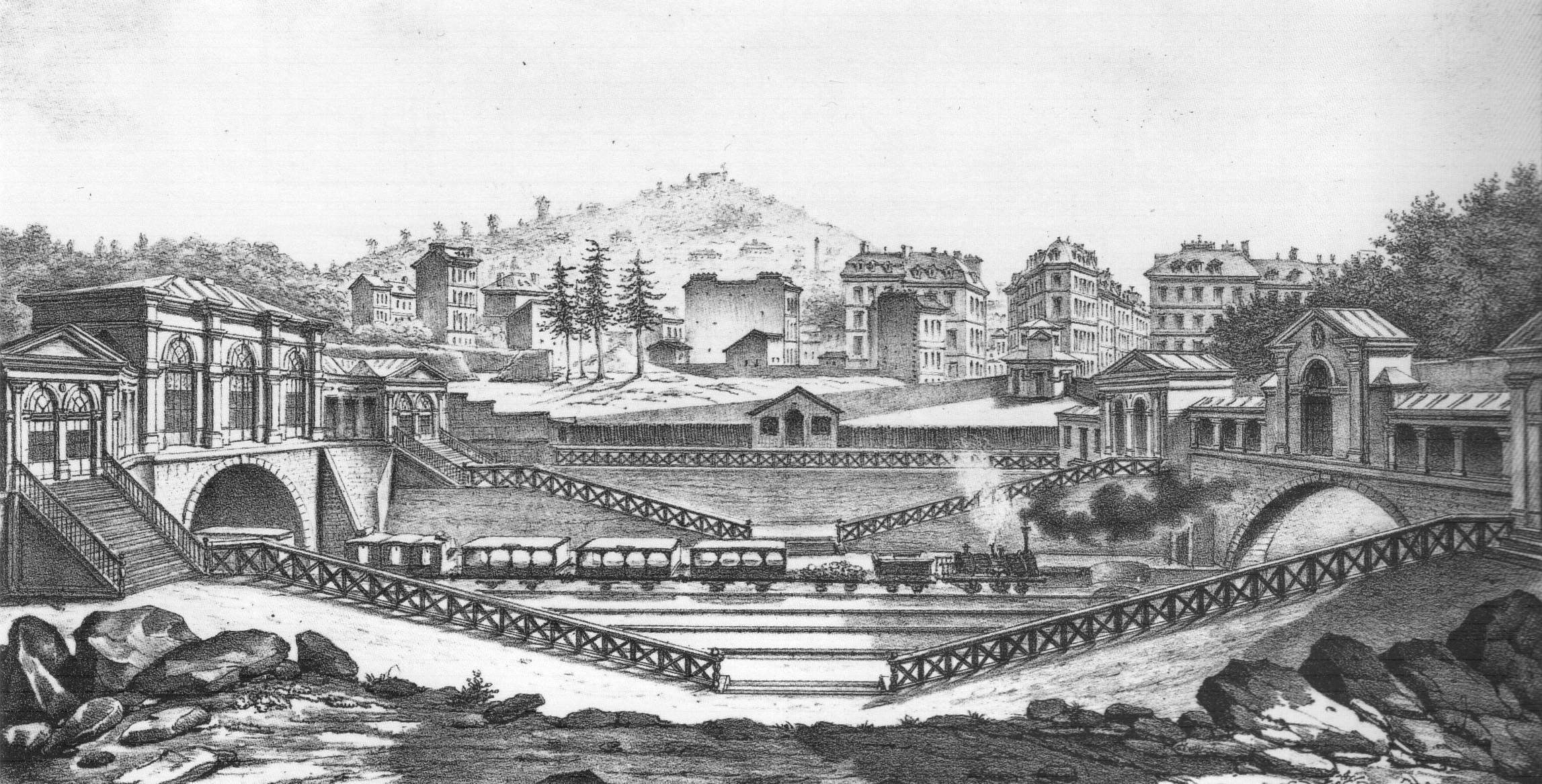
Embarcadère place de l'Europe à l'époque du chemin de fer de Saint Germain. 1837.

- 24 août : la reine Marie-Amélie inaugure le premier chemin de fer à service régulier de la ligne Paris-Saint-Germain (tronçon entre Paris et Le Pecq) ; le retard du train aurait permis à Collinet, cuisinier du baron James de Rothschild, chargé du repas de la suite royale  au « Pavillon Henri IV » à Saint-Germain-en-Laye de découvrir la recette des pommes soufflées en les plongeant une seconde fois dans la friture alors qu'elles étaient refroidies[23]. Collinet est connu pour être l'inventeur de la sauce béarnaise[24].
- 26 août : ouverture au public de la ligne de chemin de fer de Paris au Pecq (près de Saint-Germain-en-Laye). La gare se trouve rue de Londres et le trajet de 17 kilomètres dure une demi-heure[25].

### Septembre
- 29 septembre : institution par le ministre de l'Intérieur le comte de Montalivet de Commission des monuments historiques[26].

### Octobre
- 3 octobre : Louis-Philippe Ier dissout la Chambre et désigne de nouveaux pairs[3].
- 13 octobre : prise de Constantine. Le Gouverneur général reçoit l’ordre de marcher sur Constantine avec 10 000 hommes. La ville est prise après sept jours de siège. Damrémont a été tué la veille d’un coup de canon. Son successeur le général Valée s’attache à organiser la province de Constantine, puis doit affronter Abd el-Kader (fin en 1840)[7].
- 17 octobre : mariage au Grand Trianon de la princesse Marie d’Orléans et du duc Alexandre de Wurtemberg[3].

### Novembre
- 4 novembre : les élections permettent au ministère Molé de rester en place avec  une majorité relative[27].
- 11 novembre : le général Valée est élevé à la dignité de maréchal de France[28].
- 20 novembre : Victor Hugo gagne son procès contre la Comédie-Française devant le tribunal de Commerce de la Seine ; Hernani est repris en janvier 1838[29].

### Décembre
- 1er décembre : le maréchal Valée est nommé gouverneur général de l’Algérie[30].
- 5 décembre : première exécution, aux Invalides, du Requiem de Berlioz pour les obsèques du général Damrémont[31].
- 18 décembre : ouverture de la session parlementaire de 1838[3].
- 22 décembre : ordonnance instituant la création de « salles d'asile » pour les enfants de deux à six ans, ancêtres des écoles maternelles[32].

## Naissances en 1837
- 14 février : Eugène Bellangé, peintre français († 4 mai 1895).
- 25 avril : Emma Valladon dite « Thérésa », chanteuse, première vedette du café-concert
- 28 avril : Henry Becque, dramaturge français.
- 29 avril : Georges Boulanger, général et homme politique français.
- 8 mai : Alphonse Legros, peintre, graveur et sculpteur britannique d'origine française († 8 décembre 1911).
- 4 juillet: Carolus-Duran, peintre français († 17 février 1917).
- 11 juillet: Paul Lacombe, compositeur français né à Carcassonne († 4 juin 1927).
- 11 août : Sadi Carnot futur président de la République française
- 24 août : Théodore Dubois, compositeur français.
- 1er septembre : Tony Robert-Fleury, peintre français († 8 décembre 1911).

## Décès en 1837
- 11 janvier : François Gérard, peintre français (° 1770).
- 21 février : Boniface de Castellane, personnalité politique et militaire française (° 1758).
- 10 mai : Nicolas Perseval, peintre français (° 1er avril 1745).
- 16 juin : le duc de Laval (Adrien de Monmorency, grand ami de Madame Récamier).
- 11 juillet : Charles Jeanne, meneur des barricades de Saint-Merry lors de l'insurrection républicaine à Paris en juin 1832, une des inspirations de Victor Hugo pour son roman Les Misérables (° 15 mai 1800).
- 5 octobre : Hortense de Beauharnais.
- 6 octobre : Jean-François Lesueur, compositeur et pédagogue français (° 1760).
- 10 octobre : Charles Fourier, philosophe français.
- 12 octobre : Charles Marie Denys de Damrémont devant Constantine.